# Falk Rosenthal
Falk Rosenthal (* 23. November 1972 in Braunschweig) ist ein Screen Designer für TV-Produktionen.

## Leben
Falk Rosenthal studierte Grafik-Design. Nach Stationen in London und Los Angeles hat er heute seine Basis in Hamburg.
Er erhielt  für das Screen Design der MTV Video Music Awards 2010 einen Primetime Emmy Award und wurde für die MTV Video Music Awards 2011 für einen Art Directors Award der Art Directors Guild nominiert. 2013 und 2015 wurde er für das Screen Design der Show The X Factor UK für einen BAFTA TV Award nominiert. 2015 gewann er diesen in der Kategorie Entertainment Craft Team. 2011 war Falk Rosenthal verantwortlich für die Screen Gestaltung des Eurovision Song Contests in Düsseldorf. Dafür erhielt er den Deutschen Fernsehpreis und den Eyes & Ears of Europe Premier Award in TV/Film/Media-Design. Für das Beste sendungsbezogene Designpaket erhielt er als Visual Screen Director in 2017 den Eyes & Ears of Europe Award für den Eurovision Song Contests 2017 in Kiew. 2018 wurde er für seine innovativen Beiträge zur Gestaltung von Bühnen-Screens und bahnbrechenden Bühnenbildern mit Augmented Reality für Liveshows mit dem Eyes & Ears of Europe Excellence Award geehrt.

## Arbeiten (Auswahl)
Award Shows:
- MTV European Music Awards 2008–2018
- MTV Video Music Awards 2010–2012, 2018–2019
- Kids Choice Awards 2015–2019
- Video Games Award 2010
- Laureus World Sports Awards 2010–2011, 2013–2020
- Teen Choice Awards 2016
- Bambi 2013–2019

Television Shows:
- Eurovision Song Contest 2011–2012, 2014–2019
- Britain’s Got Talent 2009–2019
- America’s Got Talent 2012–2020
- Das Supertalent 2008–2019
- The X Factor USA 2011–2013
- The X Factor UK 2009–2018
- The X Factor Germany 2010–2012, 2018
- The X Factor Lebanon 2013
- Germany’s Next Topmodel 2010–2020
- Deutschland Sucht Den Superstar 2007–2020
- American Idol 2013–2016, 2018–2019
- Dancing With The Stars 2014–2020
- Red Or Black UK 2011–2012
- The Voice of Germany 2011–2019
- The Voice Kids Germany 2013–2020
- The Voice of Israel 2011
- Wetten dass..? 2008–2014
- Superkids 2015–2016
- Got To Dance Germany 2013–2015
- Let’s Dance Germany 2010–2020